# Klinttjärnen (Norsjö socken, Västerbotten)
Klinttjärnen är en sjö i Norsjö kommun i Västerbotten och ingår i Rickleåns huvudavrinningsområde. Sjön har en area på 0,0369 kvadratkilometer och ligger 346,1 meter över havet.

## Delavrinningsområde
Klinttjärnen ingår i det delavrinningsområde (719093-168853) som SMHI kallar för Utloppet av Sör-Lidsträsket. Medelhöjden är 303 meter över havet och ytan är 51,93 kvadratkilometer. Räknas de 5 avrinningsområdena uppströms in blir den ackumulerade arean 207,38 kvadratkilometer. Avrinningsområdets utflöde Rickleån mynnar i havet. Avrinningsområdet består mestadels av skog (72 procent). Avrinningsområdet har 8,41 kvadratkilometer vattenytor vilket ger det en sjöprocent på 16,2 procent.